# Tour Henninger
Pour les articles homonymes, voir Henninger.

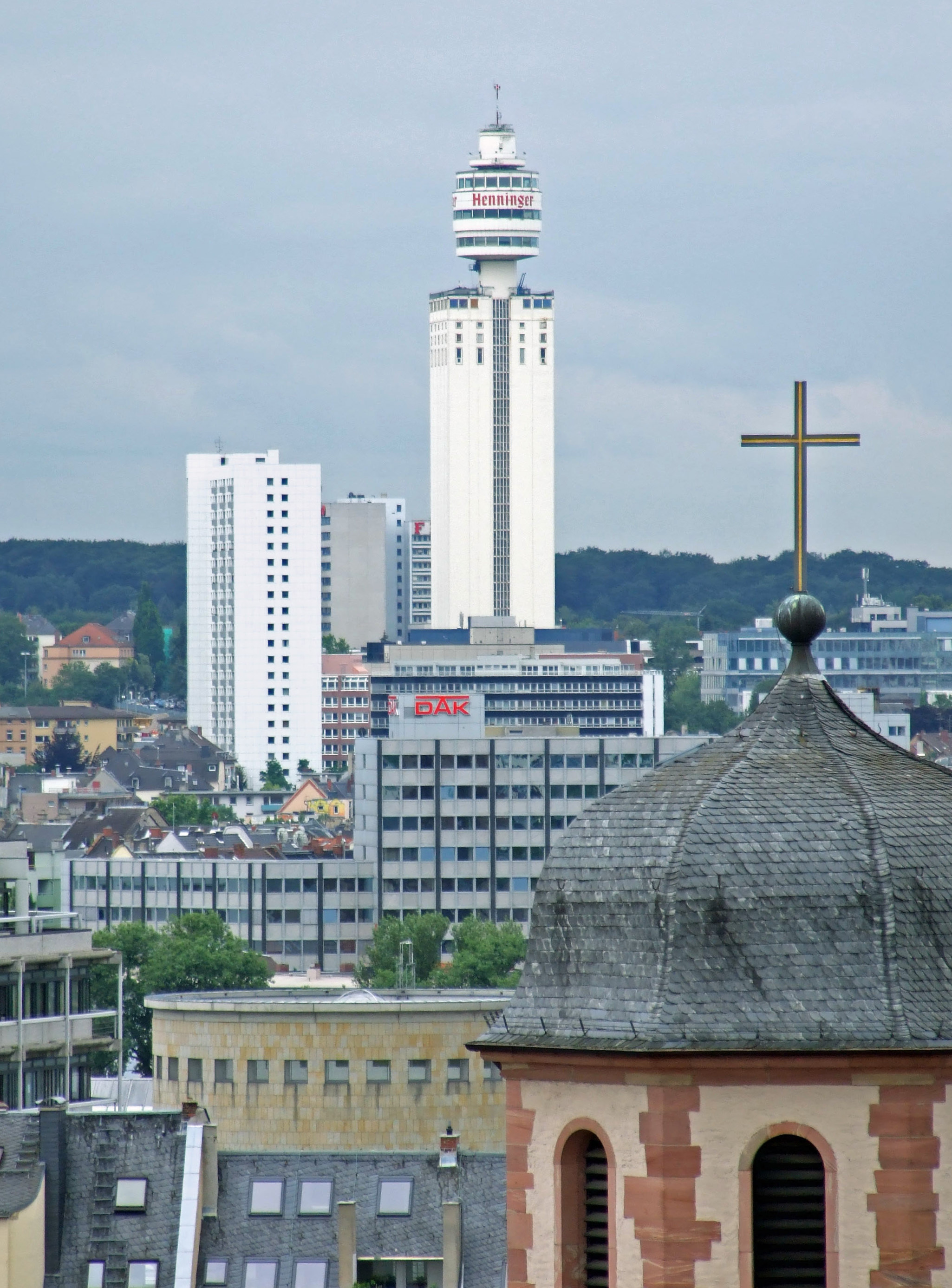
La tour Henninger, en 2007.

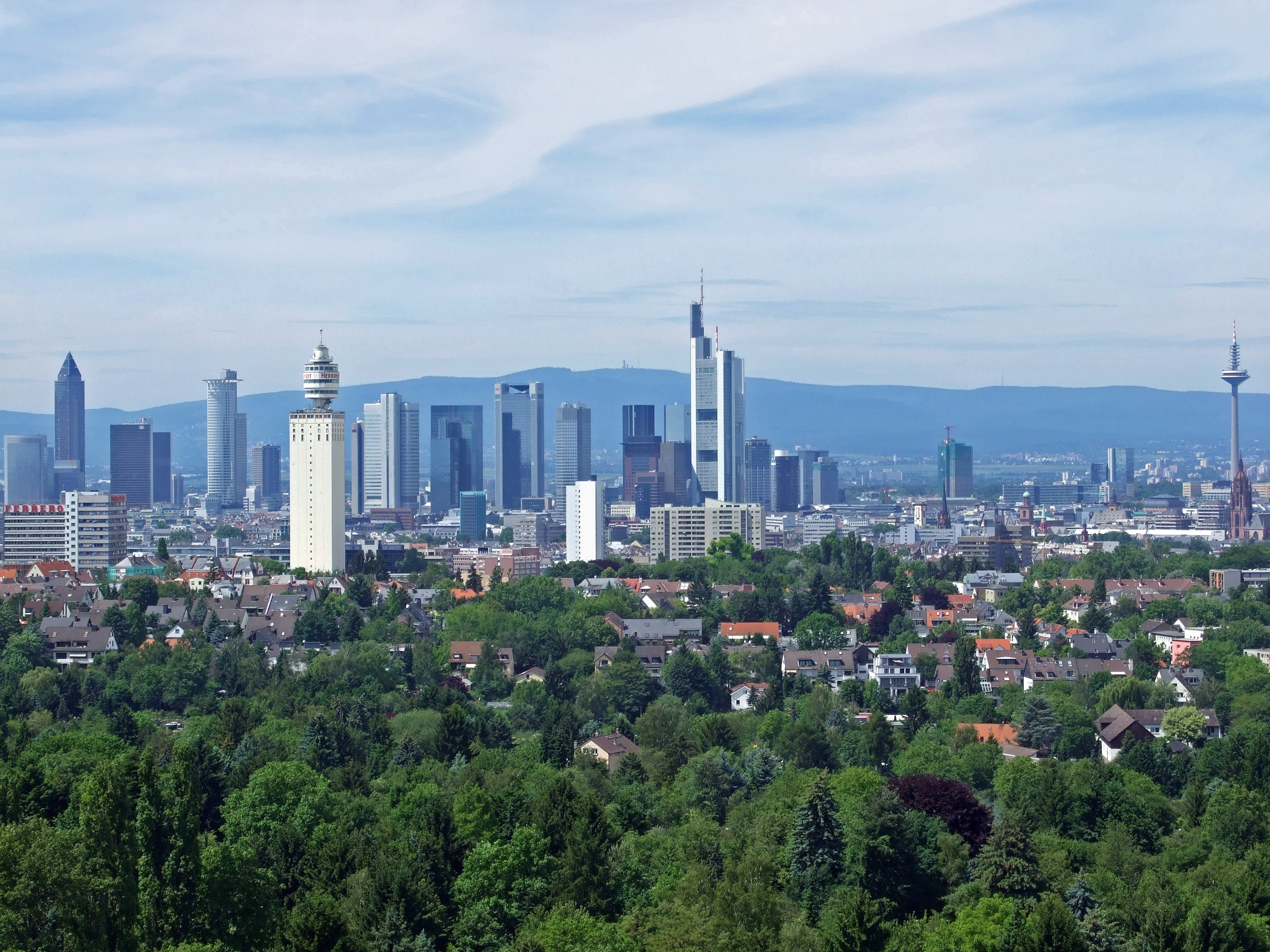
Panorama de Francfort avec la Tour Henninger au centre

La tour Henninger (Henninger Turm) est un ancien un silo à grains et émetteur de télévision, situé à Francfort-sur-le-Main (Allemagne), dans le district de  Sachsenhausen, inauguré en 1961 et démoli en 2013.
La tour Henninger était la propriété des brasseries Henninger, et avait une capacité de stockage de 16 000 tonnes d'orge. Elle abritait en son sommet depuis 1981 un musée de la bière, le Frankfurter Brauereimuseum, le seul en Hesse, et sans doute le plus haut musée d'Europe.

## Historique
Cette tour de 120 mètres (33 étages), a été conçue par Karl Lieser, et fut construite de 1959 à 1961. Elle a été inaugurée le 18 mai 1961. La tour possédait deux restaurants tournants, aux altitudes de 101 et 106 mètres, et une aire d'observation ouverte, à 110 mètres.
Depuis 1961, une course de vélo professionnelle, le  Rund um den Henninger Turm, a lieu tous les 1er mai autour de la tour. Elle a été conçue au départ comme une opération promotionnelle de la tour, et s'est perpétuée depuis.

### Démolition et nouvelle construction
La tour a été fermée au public le 31 octobre 2002. Sa démolition a commencé mi-2013 et s'est achevée en janvier 2014. Elle a été remplacée, après 2015, par des immeubles d'habitation, dont l'un conserve la silhouette caractéristique de l'ancienne tour.

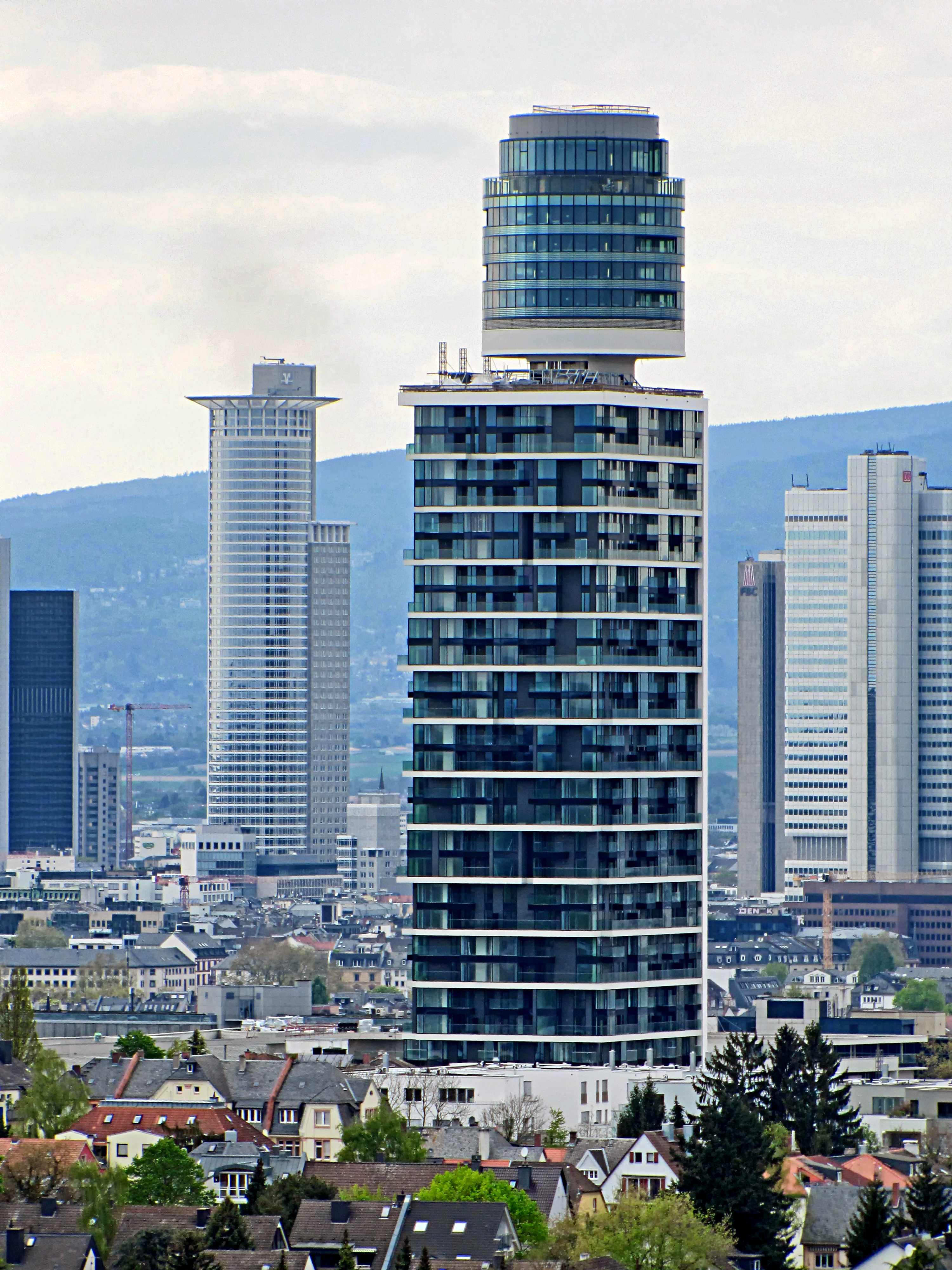
La nouvelle tour Henninger, en 2017.

En novembre 2012, il a été décidé de démolir la tour afin de construire à sa place un gratte-ciel résidentiel de 140 m de haut, le Neuer Henninger Turm (de). La cubature (de) est basée sur l'ancien silo de la brasserie. Des restaurants et un centre commercial d'une superficie de 12 000 mètres carrés sont également implantés sur le site Henninger. La Villa Henninger de 1875, située au Wendelsweg (n° 64) et dans laquelle résidait la direction de l'ancienne brasserie, a subsisté pour des raisons de protection des monuments et a été intégrée au projet,.
Les travaux de démolition de l'ancienne tour ont débuté début janvier 2013, avec, dans un premier temps, l'élimination des composants contaminés par l'amiante. La démolition proprement dite de la tour (silo avec la tour d'observation attenante) a commencé en février 2013. À la fin de l'année, les travaux de démolition, qui ont coûté près de 1,5 million d'euros, étaient terminés.
Le site appartient à la famille Dietmar Hopp par l'intermédiaire d'Actris GmbH (anciennement : Actris AG),,.

## Quartier Henninger
En janvier 2005, de nouveaux plans ont été présentés, pour une conversion du quartier par la construction de tours résidentielles. Notamment par la construction de trois tours de 12 étages, une de 20 étages (85 mètres) et de nombreux immeubles à appartements à bas coûts, des espaces de bureaux, et un hôtel.